# Triplice alleanza (1788)
La Triplice Alleanza del 1788 fu un'alleanza tra Inghilterra, Prussia e Province Unite. Venne formata per impedire alla Francia di diventare una superpotenza in Europa.